# Club Bàsquet Tarragona
El Club Bàsquet Tarragona, más conocido en la actualidad por su nombre de patrocinio de Ibersol CBT Tarragona, es un club de baloncesto español con sede en la ciudad de Tarragona, en la comunidad autónoma de Cataluña, España.
Su primer equipo juega actualmente en la Segunda FEB, tercera categoría del baloncesto español.

## Historia

### Los inicios
El CLUB BÀSQUET TARRAGONA se funda el once de septiembre de 1978, cuando un grupo de jóvenes inquietos, de unos veinte años de edad, llevan a cabo un sueño que la gente del baloncesto quería para Tarragona: la creación de un club dedicado únicamente y exclusivamente a este deporte de equipo.
Este sentimiento los lanza a la aventura deportiva. Un reto que muchos pensaban que no tendría continuidad.
Todos los jóvenes impulsores de este proyecto ambicioso provienen del Club Gimnàstic, donde habían jugado la temporada anterior (1977-78). Divergencias con la directiva de la entidad grana llevan a este grupo de jugadores y técnicos a dar impulso a la creación de la entidad cebetista y al inicio de este sueño.
Entre las primeras actuaciones de la nueva entidad hay la de adoptar los colores blanco y azul como imagen de sus equipos. Colores correspondientes a la antigua bandera de la ciudad de Tarragona.
El Club Bàsquet Tarragona se pone a andar con tres equipos federados la temporada 1978-79. El equipo sénior masculino milita en la Tercera División Nacional y lo acompañan los equipos júnior y juvenil. El primer presidente del CBT fue Pere Ferré, socio fundador del club.
La valoración de esta temporada del club es positiva. El equipo sénior, con Jesús Sanjosé en el banquillo, se consolida en la categoría. El equipo júnior se proclama campeón provincial y el equipo juvenil hace un papel digno en el campeonato.
Económicamente se salva con un pequeño superávit. Y socialmente el número socios aumenta. Las entidades reconocen el trabajo efectuado por los jóvenes jugadores-directivos, lo que hace que el Club Bàsquet Tarragona empiece a entrar dentro de la historia del deporte tarraconense.
A partir de la segunda temporada, el club azul entra en una fase de afianzamiento como entidad. Se amplía el número de equipos masculinos con los infantiles. Dos actividades se empiezan a celebrar esta temporada: el Torneo Promesas, que se juega en Navidad, y las 25 Horas de Baloncesto. También se estrena el primer precedente de baloncesto en la calle, y se juega un partido entre dos equipos del club en la Rambla Nova durante las fiestas de Sant Magí.
Una idea predomina: el deporte de base. Vital para las aspiraciones deportivas y sociales de una entidad joven y con ganas de trabajar. Esto se traduce en una ayuda a nivel técnico dado a diferentes colegios de la ciudad, que empiezan una colaboración deportiva que tendrá continuidad a lo largo de los años.
La temporada 80-81 continúa el incremento deportivo de equipos de una manera significativa: a partir de ahora hay equipos femeninos del CBT. El equipo sénior femenino está entrenado por Enric Rovira, y cuenta con jugadoras como Susana Buscail, Susana Alvaro, Cruz Maria Fuentes, o Loli Salas.
El nuevo presidente de la entidad es Pau Martí. Se crea también uno de los torneos tradicionales de las Fiestas de Santa Tecla: el Torneig Ciutat de Tarragona.
A partir de aquel momento, el Club Bàsquet Tarragona está ya arraigado a la ciudad.
Respecto a la gestión de la entidad, siempre marcado por los problemas económicos, la directiva cebetista pasa por instantes convulsos. En diciembre de 1983 dimite de la presidencia Pau Martí y se hace cargo de la presidencia una junta gestora presidida por Juan Ramón Artero.
La temporada siguiente, será Pere Tubilla quién presida la directiva del club. A pesar de los cambios, las actividades organizadas por el club azulón serán la mayoría para el deporte de base y todas para dar a conocer el baloncesto. Podemos citar el Torneig de Santa Tecla para equipos de 1.ª división, los partidos amistosos entre unos equipos americanos de gira por Europa, encuentros amistosos con otros clubes y colegios. También las Primeras Jornadas de Divulgación de Medicina Deportiva. El primer equipo masculino sigue en la Primera Categoría del Campeonato de Cataluña, lo que era antes la Tercera División.
Un nuevo paso para el crecimiento de la entidad se lleva a cabo fuera del aumento de equipos. En verano de 1985 se organiza la Primera Escuela de Verano del Club Bàsquet Tarragona, que se traduce en el nacimiento, tres meses después, de la Escola de Bàsquet del CBT.

### La consolidación
Sin querer desmerecer los diferentes campeonatos logrados por los equipos del Club, que son muchos e importantes, la temporada 87-88 marca el primer hito histórico del club, puesto que el Club Bàsquet Tarragona logra el ascenso a la 2ª División Estatal.
Este hecho marca un cambio importante dentro de las estructuras del club: la idea esencial es consolidar la categoría y estar entre los mejores, y se consigue este primer año puesto que entran dentro de la serie A-1, evitando jugar en el grupo A-2 del descenso.
La temporada 89-90, con Xavier Mas en la presidencia, empieza positivamente puesto que, con el ánimo de reforzar la competitividad de los equipos de base, se logra el ascenso a las categorías preferentes catalanas de los equipos juvenil y junior masculinos, y del juvenil femenino.
La temporada 90-91 hace soñar a los socios, la 1ª División no está lejos –la máxima división estatal-. Tarragona está con el club. Se logra el pase a la Fase de Ascenso a 1ª B, pero el sueño duró poco y no se consiguió el ascenso.
La temporada 91-92 se podría resumir de la siguiente manera: Gandia, 12 de junio de 1992. Son las 7 de la tarde, el sueño se ha realizado: el CBT ya es de Primera. Otro de los hitos importantes que merece ser también destacado es el ascenso del equipo femenino a la 2ª División Nacional.
La temporada 92-93 acaba con dos nuevos éxitos deportivos de los primeros equipos del Club. El equipo masculino, con una plantilla en la que estaban jugadores como Paco Borrell, Jordi Canals, Jordi Tombas, Artur Martí, Òscar Torrabias, Xavi Paricio, Berni Álvarez y el primer jugador americano de la historia del CBT, Mitch Smith, logra el ascenso al grupo A de la 1ª División Nacional, con Jesús Sanjosé en el banquillo.
Por su parte, el equipo femenino, con Joan Garitonandia como técnico, y jugadoras como Pepa Alabart, Yoli Pueyo, Helena Forner o Mònica y Alicia Bergadà, queda campeón de la fase de ascenso a la 1ª División Nacional y sube de categoría, con la filosofía de siempre, todo gente de la casa.
Los resultados obtenidos al final de la temporada 92-93 permiten afrontar con optimismo y buenas expectativas, este nuevo periodo que inicia el Club, y que está marcado por el trabajo para intentar dar el salto a la ACB.
Este optimismo se ve roto por la carencia de esponsor. El convenio con DOW se ha acabado, no hay ninguna entidad empresarial que quiera tomar el relevo, se llega a una situación límite y se plantea la renuncia a la categoría, pero la generosidad de los jugadores y la ilusión de todos hace que se salga adelante una temporada que quizás hay que olvidar. De otro lado las chicas se consolidan en la 1ª B y el deporte base continúa creciendo, dando alegrías por el trabajo hecho.
La temporada 94-95 continúa con la búsqueda de un esponsor, que no se encuentra, pero se tiene la ayuda de diferentes entidades que colaboran con el CBT. Deportivamente se consigue el campeonato de la Liga Catalana, y entrar a la liguilla de ascenso a la ACB. Se consigue, nuevamente, que Tarragona disfrute con el baloncesto. Por los resultados del trabajo hecho, la Federación Catalana ofrece organizar la 16ª Liga Catalana ACB de Baloncesto, donde participó el CBT con los grandes clubes catalanes. Parecía que la temporada siguiente habría un esponsor, pero no es así y el club se ve abocado a renunciar a la categoría.

### Un salto adelante
La temporada 95-96 empieza con muchos problemas económicos, hasta el último día de inscripciones a la Liga EBA el Club no sabe si podrá participar o no. La promesa por parte del Ayuntamiento de conseguir un patrocinador se hace realidad a última hora: Pryca será el patrocinador oficial del senior masculino durante dos temporadas.
A nivel deportivo, el primer equipo se ve abocado a un dramático play-off de descenso. En el quinto partido y con un pabellón pleno a rebosar con 2.500 personas se pierde la categoría.
En categorías inferiores destaca el cadete femenino preferente, que proclamándose tercero clasificado de Cataluña (mejor clasificación hasta aquel momento de la historia del Club) está a punto de ir al Campeonato de España.
La temporada 96-97 y debido a la existencia de plazas vacantes en la liga EBA, el primer equipo mantiene la categoría y la finaliza en media tabla sin tener que sufrir por no bajar de la misma.
El senior femenino se clasifica en tercer lugar en la liga regular, disputando la eliminatoria previa a la fase de ascenso a división de honor. El sueño no se cumple cayendo derrotado ante el Club Baloncesto El Olivar de Zaragoza.
Este año se crea en Club una nueva sección que no es otra que el senior femenino B, el cual disputa sus partidos en la Segunda División Nacional.
La temporada 97-98, además del cambio en la presidencia de la entidad, que a partir de ahora ocupará Rafa Pintado, destaca una jugadora por encima de todo: Pepa Rossell se proclama campeona de Europa júnior con la selección española.
Los dos primeros equipos del club disputan el play-off de descenso, salvando la categoría con cierta comodidad.
La temporada 98-99 empezamos con un nuevo patrocinador. KM Tiendas ayudará a cubrir parte de los gastos del senior masculino. A nivel deportivo el primer equipo llega por segunda vez a la final de la Liga Catalana, perdiéndola en los últimos instantes aún habiendo ido ganando durante 37 minutos.
Los dos seniors obtienen a final de temporada una clasificación cómoda. La parte negativa es que el senior femenino B pierde la categoría después de haber luchado toda la temporada con jugadoras juniors y cadetes.
El curso 99-00 se inicia con buenas perspectivas y al final de la primera vuelta los dos equipos sénior A ocupan las posiciones líderes en las respectivas clasificaciones, pero una segunda vuelta donde se encadenan una serie de derrotas consecutivas llevan al equipo de Liga EBA a ocupar una cómoda octava posición final, mientras que el equipo femenino finaliza la competición en 5.º lugar.
En la temporada 1999-2000 se inicia un ciclo donde la cantera del club obtiene los mejores resultados de la historia clasificatoriamente hablando.
Esta temporada por primera vez un equipo del CBT consigue llegar a la Final Four del Campeonato de Cataluña Preferente. Es el infantil femenino, el cual consigue subir al podio (tercer lugar) y además acceder a las fases interautonómicas del Campeonato de España. En Logroño se consigue el 2.º lugar y la clasificación para el Estatal que se jugó en Godella. En una primera fase se pierde en la prórroga contra el futuro subcampeón de España, el Cornellà, y se gana al futuro tercero clasificado, el Sandra Gran Canaria. Finalmente se acabaría la competición en un meritorio 7.º lugar con un triple empate en la clasificación.

### El ascenso a LEB
El inicio de la temporada 2000-2001 es prometedor. El senior masculino entra en la nueva Liga LEB-2 con Ricard Casas en el banquillo, y también se ven posibilidades de consolidar al senior femenino y a 15 equipos de las categorías inferiores que vienen apretando desde la base.
Con una trayectoria ascendente, el equipo se sitúa al finalizar la primera vuelta en la tercera posición de la clasificación, conquistando de este modo el derecho a jugar la I Copa LEB-2 en Algeciras junto al equipo local, a quien elimina en semifinales, al Universidad Complutense y al Cornellà.
La final de esta competición supone el primer título de ámbito nacional del CBT.
La temporada regular finaliza con el CBT líder de la categoría. En aquel equipo, entre otros, se encontraba Derrick Bryant, que acabaría jugando cuatro temporadas con los cebetistas y que se convirtió en el máximo anotador extranjero del conjunto tarraconense en toda su historia.
Los play-off se saldan con una primera victoria frente al difícil Calpe (3-2) y una dolorosa derrota en la prórroga del último partido (2-3) frente al Cornellà, lo que impidió el deseado ascenso a LEB.
Por su parte, el primer equipo femenino, después de una brillante primera vuelta que finaliza como líder, resulta víctima de las lesiones finalizando la temporada en 4.ª posición sin la opción de jugar los play-off.
En la temporada 2000-01, el infantil femenino vuelve a jugar la Final Four, pero esta vez no consigue el podio. Al mismo tiempo el Cadete masculino consigue la mejor clasificación masculina de la historia con un 5.º lugar, a las puertas de la final a cuatro.
El CBT encara la temporada 2001-2002 con el objetivo de jugar nuevamente el play-off por el ascenso a LEB, de mantenerse en la 1.ª División Nacional Femenina, y de continuar el progreso de sus jugadores y jugadoras de la cantera, encuadrados en 14 equipos de todas las categorías.
El equipo femenino, dirigido por último año por Pere Tubilla, logra la permanencia a pesar de contar con una de las plantillas más jóvenes de la categoría.
La Junta Directiva confía la dirección del primer equipo a Porfirio Fisac. El técnico castellano, que viene del banquillo del Doncel de Villanueva de la Serena, mantiene la estructura básica del equipo y se clasifica por segundo año consecutivo para la final de la Copa LEB-2, que se juega en el Pabellón Municipal de la Casilla de Bilbao. El conjunto tarraconense pierde con el conjunto local, el Bilbao Basket, que se configura como la bestia negra de los hombres de Fisac para la temporada.
Segundos en la liga regular y con la ventaja de campo para las eliminatorias, el CBT logra el ascenso en un dramático 5.º partido de semifinales frente al conjunto valenciano del Gandia, con el apoyo de un Pabellón Municipal del Serrallo lleno a rebosar.
La temporada 2001/2002 se consigue otra final a cuatro, esta vez del Cadete femenino, que por un solo punto en el partido decisivo se queda fuera del podio y de las fases al Campeonato de España.
El Club Bàsquet Tarragona afronta la temporada 2002 – 2003 con las ilusiones de la nueva categoría lograda y del inicio de los actos conmemorativos del 25.º cumpleaños.
El equipo sénior inicia la temporada dirigido por Porfirio Fisac, que prepara un equipo basado en el que logró el ascenso a LEB aliñado con algunos jugadores con experiencia ACB.
La pretemporada aporta mucha ilusión a los aficionados que ven como el CBT gana su segunda Liga Nacional Catalana LEB y la primera de esta categoría.
Un excelente inicio en el que los hombres de Fisac llegan a situarse en la cuarta posición de la tabla clasificatoria hace volar la imaginación de todo el mundo, pero bien pronto los resultados los hacen bajar de las nubes.
La Fundació Bàsquet Tarragona empieza a desarrollar su ambicioso programa de actos en el que hay que destacar la exposición realizada en el Tinglado Número 4 del Moll de Costa, la edición del libro conmemorativo que recoge los 25 años de historia del club, el concurso del Himno del CBT, o los 20 capítulos de un programa que deja constancia de los hechos clave a la trayectoria del club.
A siete jornadas para el final, el badalonés Josep Clarós toma las riendas del equipo que se encuentra en zona de play-out. El objetivo está claro: evitar el descenso. Tarea que finalmente conseguirá.
El equipo sénior femenino sufre una temporada de transición. David Aragüés dirige un equipo plagado de jóvenes jugadoras, tan millonario en ilusión como en inexperiencia que lucha jornada a jornada para eludir el descenso. A dos jornadas para el final de la Liga, el equipo consigue el objetivo al obtener matemáticamente la permanencia un año más en la primera división femenina.
El equipo sénior masculino planifica la temporada 2003-2004 con Pep Clarós en el banquillo y un equipo que se fija como objetivo entrar en la lucha por el ascenso a la Liga ACB. La Liga Catalana se pierde en la final jugada en Ponts ante el conjunto local la Aracena por 92-88.
La temporada para el primer equipo no fue demasiado bien. El sénior acabó la temporada con cambio de entrenador. Llega Salva Maldonado y fue destituido Clarós después de un inicio de competición bastante negativo. El equipo finalizó en 13.º lugar, con 15 victorias y 19 derrotas. A pesar de estos resultados, se consigue la permanencia. A la plantilla había llegado un jugador que sería parte importante en todos estos años en el conjunto azul, Alex Alba. Junto con él, otros como Todd Fuller (ex NBA y primera ronda del draft) o Pau del Tío, configuraron un buen equipo.
En el inicio de aquella temporada (2003-04) se celebró un gran hito para la entidad. Son los actos del 25.º cumpleaños del CBT, que culminará con una cena de gala el día 10 de septiembre, donde fueron galardonados tanto socios históricos y fieles a la entidad, como varias personalidades que habían ayudado, a lo largo de la historia, a hacer grande al club cebetista.

### Los mejores años
La temporada 2004-05, coincidiendo en el banquillo del primer equipo masculino con un técnico de prestigio como es Salva Maldonado, llega el retorno de un histórico a las filas del equipo azul: el alero Berni Álvarez ficha por el club después de su paso por la ACB -Valencia y Lleida-. Su llegada fue clave para conseguir la mejor clasificación de la historia del CBT en la LEB Oro.
El conjunto azul, que tenía en sus filas jugadores como Roger Fornas, Jesús Chagoyen, o Jordi Grimau, consigue ganar la Liga Catalana LEB ante el máximo rival provincial, el Valls, por 75-62.
En LEB Oro acaba 7.º, con un balance de 18 victorias y 16 derrotas. Un hito que le permite jugar el play-off de ascenso a la Liga ACB. Su rival fue el Menorca, y después de perder muy ajustadamente los dos partidos jugados en las Islas, los cebetistas ganaron el tercer partido de la eliminatoria (jugado en el Serrallo) por 80-63. Sin embargo, al perder el cuarto partido (62-87), se qudaron ya sin opciones de ascenso.
La campaña 2005-06, con cambio de técnico en banquillo –Diego Ocampo-, el CBT repite el título de la Liga Catalana LEB, esta vez en Lérida, ante el conjunto local. El equipo de Salva Maldonado gana al conjunto leridense por 82-73, consiguiendo su tercera Liga Catalana.
En cuanto a la Liga LEB, el conjunto azul, con jugadores como David Mesa o Victor Cuthbert, repite el resultado de la temporada anterior: séptimo, con 17 victorias e idéntico número de derrotas y vuelve a disputar el play-off de ascenso a la máxima categoría del baloncesto masculino estatal. Esta vez el rival fue el CAI Zaragoza, que no dio opciones a los tarraconenses y se impuso en la eliminatoria por 3-0.

### Descenso y retorno
La primera etapa del conjunto azul por la LEB Oro acabó la temporada siguiente (2006-07). El club pasa por instantes económicos duros y Diego Ocampo se ve obligado a configurar una plantilla muy ajustada. Los resultados condenan al equipo a la última posición de la clasificación, con 11 victorias y 23 derrotas.
Los tarraconenses habían caído en la final de la Liga Catalana este año ante el Bàsquet Manresa, en una final disputada en el Pabellón Nou Congost, por 88-75.
La pérdida de categoría fue determinante para los diferentes cambios que hubo en la entidad. Llega un nuevo presidente, Sergi Bru, que releva en el cargo a Rafel Pintado. La directiva hace una renovación para afrontar la LEB Plata y buscar el retorno a la categoría perdida.
Con el técnico valenciano Esteban Albert se afronta una campaña con jugadores como Barceló, Blackshear, Williams o Espuña. A pesar de que la temporada fue irregular, el equipo azul no acaba entrando a los play-off de ascenso de aquel año. Finalizó la liga regular en el lugar 10.º, con idéntico número de victorias y derrotas (17).
La campaña 2008-2009, también en LEB Plata, significó la llegada al banquillo de un nuevo técnico: Juan Pablo Márquez, y también el retorno a Tarragona de un histórico jugador, Berni Álvarez, que, junto con Mesa, Riu, Wilson y el joven pívot de l'Hospitalet de l'Infant Ferran Torres, acabaron la temporada en octava posición, con 17 victorias y 13 derrotas, ocupando, otra vez, una plaza para el play-off de ascenso a LEB Oro.
En un final de temporada extraordinario, los tarraconenses consiguen imponerse, con el factor pista en contra, al Navarra por 3-1, clasificándose así para la final a cuatro que se disputó en Fuenlabrada. Unos doscientos aficionados tarraconenses viajan a la ciudad madrileña para apoyar al equipo, que gana el partido de semifinales contra el Club Baloncesto Clavijo por 82-62 y consigue el retorno a la segunda categoría del baloncesto masculino estatal (LEB Oro). La final, pero, se perdió ante el Cornellà por 69-73.
La temporada siguiente (2009-10), el primer equipo masculino vuelve a la LEB Oro con jugadores en su plantilla como Michel Diouf, Oglesby o Seawright. Era la última temporada como jugador del tarraconense Berni Álvarez, que había conseguido convertirse en el máximo anotador de la historia del CBT, con un total de 4.660 puntos – en las 12 temporadas que, como jugador del primer equipo, estuvo en el club (1989-95 y 2004-10) -, desbancando a otro histórico como el pívot José Manuel Martínez que consiguió 2.573 puntos en las siete temporadas (19985-92) en el club.
El papel del conjunto azul, con Juan Pablo Márquez como técnico, fue discreto, pero a pesar de todo se consiguió el objetivo de la permanencia en la categoría. El equipo acaba 16.º en la clasificación final de la liga regular, con 12 victorias y 22 derrotas.
El siguiente año llegó a la presidencia del club Loli Salas, que se convierte en la primera mujer que ocupa este cargo después de los seis presidentes anteriores.
Pero no era el único cambio que habría en el club. También en banquillo cebetista hay relevo. Como nuevo técnico se incorpora Berni Álvarez para afrontar una campaña en LEB con jugadores como David Fernández, Franklin, Oglesby, Fornàs o Diouf. El conjunto azul acaba 13.º en una campaña irregular, pero consiguió mantenerse en la segunda categoría estatal.
Antes, el CBT había perdido la final de la Liga Catalana LEB después de caer ante el Girona, en el pabellón de Fontajau, por 80-54.
El conjunto azul vuelve a jugar en LEB la campaña 2010-11, con Berni como técnico. Los problemas económicos siguen marcando el camino de una plantilla corta. A pesar de todos estos impedimentos, en liga regular los tarraconenses mantienen la categoría después de 11 victorias y 23 derrotas, ocupando el lugar 16.º de la clasificación final.

### Un paso atrás y otro adelante
Finalmente, la carencia de recursos en cuanto al primer equipo sénior acaba condenando al CBT a un descenso de categoría que se produjo en los despachos. Así, la categoría que se había mantenido a nivel deportivo y en la pista de juego, se pierde. La directiva anuncia que el equipo jugará la campaña 2012-13 en Liga EBA, en el grupo catalán. Se forma un equipo formado mayoritariamente por jugadores de la cantera, con Berni Álvarez en el banquillo, y manteniendo a un jugador como el alero malagueño Alex Alba, que ya llevaba cinco temporadas en la entidad, como referente.
Primero, el equipo consigue el tercer título de la Liga Catalana EBA de su historia, después de ganar en Mollet del Vallès, en la final, al conjunto local por 58-75.
Por lo que respecta a la liga regular se hace una buena campaña. El equipo tarraconense estuvo siempre en el lugar más alto de la clasificación, con jugadores como Ferran Torres, Artur Alaminos, David Fernandez, Dani Martinez, Eloi Galofré o Adrià Baiget. Acabando primero, con un balance de 25 victorias y tan solo seis derrotas, el conjunto azul tiene el derecho a organizar el play-off de ascenso a LEB en el Serrallo.
La fase final se juega a Tarragona y, a pesar de que el conjunto local no había perdido en el Serrallo en toda la temporada, el equipo de Berni Alvarez, que había ganado al CB Morón y al Quintanar, pierde ante el Zornotza por 74-85 y no puede lograr el ansiado ascenso.
La temporada 2013-14 empieza igual que el anterior para el primer equipo masculino, consiguiendo el cuarto título de Liga Catalana EBA, esta vez en el Serrallo, después de superar al Quart por 74-53. Con una plantilla muy similar a la anterior campaña, Berni Alvarez intenta repetir el éxito del año pasado. El equipo, pero, se muestra demasiado irregular y finaliza el año como tercero clasificado, con 14 victorias y 6 derrotas.
Los moratones vuelven a jugar un play-off de ascenso, esta vez en el pueblo sevillano de Morón de la Frontera, y la historia vuelve a repetirse. El CBT se queda, un año más, a un paso de subir a LEB. Los tarraconenses caen ante el Bàsquet Pla mallorquín y, a pesar de ganar al Club Baloncesto Zamora y al CB Morón, no acaban primeros, lugar que los hubiera asegurado estar en LEB Plata la próxima temporada.
La directiva azul se marcó al inicio de la temporada 2014-15 el retorno del primer equipo a la LEB, hito al que había tenido que renunciar en los despachos dos temporadas antes. La Federación Española de Baloncesto le da la oportunidad de inscribirse y el CBT vuelve a las categorías profesionales y vuelve a fichar jugadores extranjeros, eso sí, con una plantilla formada de forma mayoritaria por jugadores tarraconenses y de la base de la entidad azul.
El primer título no tarda en llegar. En la final de la Liga Catalana LEB, disputada en El Prat de Llobregat, los de Berni Álvarez se imponen a dos equipos de superior categoría. Primero fue el Lleida y, en la final, ganan al conjunto local por 62-63, en un partido en el que el MVP fue el jugador americano del CBT Antonio Hester. De este modo, el CBT se convierte en el club que más veces ha ganado la competición catalana, con cuatro títulos, por delante de equipos como el Manresa o el Lleida, que tienen tres.
La temporada 2022-23 los de Berni Álvarez cuajan una gran campaña en EBA metiéndose en el play-off de ascenso y consiguiendo la plaza que le daba derecho a jugar en LEB Plata la temporada siguiente. Era la despedida perfecta del gran mito del club, Berni Álvarez, que dejaba el club después de 13 años entrenando al CBT.
En la vuelta a LEB Plata 6 años después, los moratones se ven penalizados por un mal inicio y acaban ocupando plaza de descenso al terminar la temporada regular. A pesar de ello, EL CBT mantiene la plaza al intercambiarla con el CB L'Hospitalet que renuncia a su plaza en LEB Plata (nueva Segunda FEB).

## Denominaciones
- Dow Tarragona (1992-1993)
- CB Tarragona (1993-1995)
- Pryca Tarragona (1995-1997)
- CB Tarragona (1997-1998)
- KM Tiendas CB Tarragona (1998-2000)
- CB Tarragona (2000-2006)
- CB Tarragona 2016 (2006-2008)
- CB Tarragona 2017 (2008-2009)
- Servindustria Tarragona 2017 (2009-2010)
- CB Tarragona 2017 (2010-2012)
- CB Tarragona (2012-2016)
- CB Tarragona 2017 (2016-2017)
- Ibersol CB Tarragona (2017-)

## Temporadas
| Temporada | Nivel | Categoría    | Pos. | Postemporada                        | Copa       | Copa | TR    | PO       | Copa | Total |
| --------- | ----- | ------------ | ---- | ----------------------------------- | ---------- | ---- | ----- | -------- | ---- | ----- |
| 1990-91   | 3     | 2.ª División |      | Playoffs promoción                  | –          | –    |       |          |      | −     |
| 1991-92   | 3     | 2.ª División |      | Playoffs promoción/ Ascenso         | –          | –    |       |          |      | −     |
| 1992-93   | 2     | 1.ª División | 4.º  | Fase clasificación (14.º)           | –          | –    | 19-11 | 4-2      | −    | 23-13 |
| 1993-94   | 2     | 1.ª División | 15.º | (17.º)                              | –          | –    | 8-22  | −        | −    | 8-22  |
| 1994-95   | 2     | Liga EBA     | 1.º  | Fase clasificación (3.º)            | –          | –    | 18-8  | 5-5      | −    | 23-13 |
| 1995-96   | 2     | Liga EBA     | 11.º | Playoffs descenso (13.º)/ Descenso  | –          | –    | 13-17 | 2-3      | −    | 15-20 |
| 1996-97   | 3     | Liga EBA     | 7.º  | Playoffs descenso (7.º)             | –          | –    | 13-13 | 2-0      | −    | 15-13 |
| 1997-98   | 3     | Liga EBA     | 10.º | Playoffs descenso (10.º)            | –          | –    | 10-16 | 2-1      | −    | 12-17 |
| 1998-99   | 3     | Liga EBA     | 8.º  | –                                   | –          | –    | 16-14 | −        | −    | 16-14 |
| 1999-00   | 3     | Liga EBA     | 8.º  | Ascenso                             | –          | –    | 10-16 | −        | −    | 10-16 |
| 2000-01   | 3     | LEB 2        | 1.º  | Semifinal (3.º)                     | Copa LEB 2 | C    | 21-9  | 5-5      | 2-0  | 28-14 |
| 2001-02   | 3     | LEB 2        | 2.º  | Final (2.º)/ Ascenso                | Copa LEB 2 | SC   | 22-8  | 6-4      | 1-1  | 29-13 |
| 2002-03   | 2     | LEB          | 12.º | –                                   | –          | –    | 12-18 | −        | −    | 12-18 |
| 2003-04   | 2     | LEB          | 13.º | –                                   | –          | –    | 15-19 | −        | −    | 15-19 |
| 2004-05   | 2     | LEB          | 7.º  | Cuartos final (7.º)                 | –          | –    | 18-16 | 1-3      | −    | 19-19 |
| 2005-06   | 2     | LEB          | 7.º  | Cuartos final (7.º)                 | –          | –    | 17-17 | 0-3      | −    | 17-20 |
| 2006-07   | 2     | LEB          | 18.º | Descenso                            | –          | –    | 11-23 | −        | −    | 11-23 |
| 2007-08   | 3     | LEB Plata    | 10.º | –                                   | –          | –    | 17-17 | −        | −    | 17-17 |
| 2008-09   | 3     | LEB Plata    | 8.º  | Final (3.º)/ Ascenso                | –          | –    | 17-13 | 4-2      | −    | 21-15 |
| 2009-10   | 2     | LEB Oro      | 16.º | Playoffs descenso (16.º)            | –          | –    | 12-22 | 3-1      | −    | 15-23 |
| 2010-11   | 2     | LEB Oro      | 13.º | –                                   | –          | –    | 12-22 | −        | −    | 12-22 |
| 2011-12   | 2     | LEB Oro      | 16.º | Playoffs descenso (16.º) / Descenso | –          | –    | 11-23 | 3-0      | −    | 14-23 |
| 2012-13   | 4     | Liga EBA     | 1.º  | Fase final (5.º)                    | –          | –    | 25-5  | 2-1      | −    | 27-6  |
| 2013-14   | 4     | Liga EBA     | 3.º  | Fase final (8.º)/ Ascenso           | –          | –    | 14-6  | 2-1      | −    | 16-7  |
| 2014-15   | 3     | LEB Plata    | 10.º | –                                   | –          | –    | 12-6  | −        | −    | 12-6  |
| 2015-16   | 3     | LEB Plata    | 7.º  | Semifinal (4.º)                     | –          | –    | 14-12 | 3-3      | −    | 17-15 |
| 2016-17   | 3     | LEB Plata    | 14.º | Descenso                            | –          | –    | 9-21  | −        | −    | 9-21  |
| 2017-18   | 4     | Liga EBA     | 6.º  | –                                   | –          | –    | 14-12 | −        | −    | 14-12 |
| 2018-19   | 4     | Liga EBA     | 1.º  | Fase final (11.º)                   | –          | –    | 22-4  | (2-0)1-2 | −    | 25-6  |
| 2019-20   | 4     | Liga EBA     | 1.º  | Ascenso                             | –          | –    | 18-3  | −        | −    | 18-3  |
| 2020-21   | 3     | LEB Plata    | 11.º | Playoffs descenso/ Descenso         | –          | –    | 9-17  | 1-1      | −    | 10-18 |
| 2021-22   | 4     | Liga EBA     | 3.º  | Fase final (Gr. C)                  | –          | –    | 17-5  | 0-1      | −    | 17-6  |
| 2022-23   | 4     | Liga EBA     | 3.º  | Fase final (2.º)/ Ascenso           | –          | –    | 17-9  | 3-0      | −    | 20-9  |
| 2023-24   | 3     | LEB Plata    | 13.º | Descenso                            | –          | –    | 9-17  | −        | −    | 9-17  |
| 2024-25   | 3     | Segunda FEB  | 14.º | Descenso                            | –          | –    | 4-22  | −        | −    | 4-22  |

## Palmarés
- Copa LEB Plata (2001)

## Dorsales retirados
- DORSAL 5  Berni Álvarez (1992–95, 2004–07, 2008–10)